# Gia Carangi
Gia Carangi, née le 29 janvier 1960 à Philadelphie et morte dans la même ville le 18 novembre 1986, est un mannequin américain de la fin des années 1970 et du début des années 1980.
D'origine italienne, galloise et irlandaise, elle est généralement considérée comme la première top model,, bien que ce titre soit également attribué à Janice Dickinson et Dorian Leigh.
Entre 1979 et 1982, elle fait la couverture de nombreux magazines de mode comme Vogue d'avril 1979 et Vogue Paris d'avril 1979, American Vogue d'août 1980 et Vogue Paris d'août 1980, Vogue Italia de janvier 1981, ainsi que plusieurs numéros de Cosmopolitan.
Gia Carangi a été la première à montrer des poses, expressions faciales et gestes inhabituels. Elle est créditée par les spécialistes du domaine comme étant à l’origine d’un nouveau style, repris ensuite très largement par le milieu.
Après être devenue dépendante à la drogue, sa carrière de mannequin décline rapidement. Elle se retrouve infectée par le VIH et meurt du sida à l’âge de 26 ans. Sa mort est peu médiatisée et, dans le secteur de la mode, peu de personnes en sont informées. Elle est l'une des premières célébrités médiatiques à mourir de cette maladie.

## Ascension
Carangi, qui est connue dans le monde de la mode par son prénom Gia, vit une enfance difficile. Ses parents se disputent souvent et elle manque d'attention. Carangi déménage de Philadelphie à New York à l'âge de dix-sept ans, et se fait rapidement une place dans la mode. Elle est la mannequin préférée de beaucoup d'éminents photographes de mode, comme Francesco Scavullo, Arthur Elgort, Richard Avedon, Chris von Wangenheim, mais surtout Helmut Newton dont c'est la modèle favorite. Ce dernier signe une photographie célèbre de Gia face à une femme, toutes deux habillées par Saint Laurent, allumant une cigarette debout dans un couloir. Photo ambiguë où la seconde femme est vêtue du classique Smoking d'inspiration masculine.  Son orientation sexuelle est contestée : tandis que certains pensent qu'elle était complètement lesbienne, d'autres pensent plutôt qu'elle connut de nombreuses relations avec des hommes et la considèrent comme bisexuelle. À la fin de l'année 1978, Carangi est déjà un mannequin très connu.
En octobre 1978, Carangi a sa première grande séance de pose photo avec le photographe de mode Chris von Wangenheim. Ce dernier la fait poser nue derrière un grillage en fer, avec Sandy Linter comme assistante maquilleuse. Carangi s'entiche immédiatement de Linter et commence à la poursuivre, bien que leur relation ne devienne jamais stable.
Gia Carangi est une habituée des clubs Studio 54 et du Mudd Club. Elle y prend régulièrement de la cocaïne et développe ensuite une addiction à l'héroïne,.

## Chute
Le 1er mars 1980, l’agent de Carangi, Wilhelmina Cooper, meurt d’un cancer. Désabusée, Gia Carangi s’enfonce davantage dans sa dépendance aux drogues. Scavullo annule une séance photo aux Caraïbes car la mannequin fait une crise, faute de trouver sa drogue. Sa dépendance rendait des séances photos difficiles. Sur une de ses photos dans le magazine Vogue, des traces de piqûres dans son bras sont visibles, et ce même après le passage au maquillage. Elle signe un contrat avec l'agence d'Eileen Ford qui est rapidement annulé.
En 1981, Carangi suit un programme de désintoxication de 21 jours et commence une relation avec une étudiante dénommée Elyssa Golden. Mais elle rechute et doit recommencer une cure de désintoxication. Elle se décourage et replonge lorsqu’elle apprend que son ami, le photographe Chris von Wangenheim, vient de périr dans un accident de voiture. À l'automne 1981, elle n’est plus que l’ombre du modèle qu’elle avait été. Cependant, elle souhaite embrasser à nouveau une carrière dans la mode. Elle prend contact avec Monique Pillard qui est notamment responsable de la carrière de la modèle Janice Dickinson. Cette dernière hésite à la faire signer. Plus personne ne veut d’elle. Elle se retourne vers Scavullo, qui lui offre de poser pour la couverture du magazine Cosmopolitan. Il s’agit de sa dernière couverture. Au printemps 1983, sa carrière est définitivement terminée après avoir été arrêtée en Afrique en possession de drogues. Sous la pression de sa famille, elle recommence une cure de désintoxication à l'Eagleville Hospital. Elle termine le programme après six mois et retourne dans sa ville de Philadelphie. Elle suit des cours de photographie et de cinématographie. Après trois mois, elle abandonne et emménage à Atlantic City dans le New Jersey. Elle y reprend des drogues et est victime d'un viol. Elle attrape ensuite une pneumonie et est soignée à l’hôpital de Norristown en Pennsylvanie.
Les médecins diagnostiquent que Carangi est contaminée par le virus du SIDA, maladie qui apparaît et se répand à cette époque. Sa santé se dégrade et elle est transférée à l'Hahnemann University Hospital de Philadelphie. Elle y meurt le 18 novembre 1986 à l’âge de 26 ans.
Ses funérailles se tiennent le 21 novembre sans le moindre représentant du monde de la mode. Scavullo envoie plusieurs semaines plus tard une carte de condoléances, lorsqu’il apprend la nouvelle.

## Postérité
La célèbre top model Cindy Crawford, qui fit par la suite la une de nombreuses revues de mode où figura Gia Carangi, a été surnommée Baby Gia de par sa ressemblance avec celle-ci.
Une biographie de Carangi par Stephen Fried intitulée Thing of Beauty est publiée en 1993. Un film biographique intitulé Femme de rêve sort en 1998. Angelina Jolie interprète le rôle principal et obtient grâce à lui un Golden Globe.
En 1996, l’actrice et écrivaine Zoë Tamerlis, elle aussi dépendante à l’héroïne dont elle mourra en 1999, signe un contrat pour écrire un film basé sur la vie de Carangi, film qui ne sera jamais réalisé. Néanmoins, après le décès de Tamerlis, des parties du scénario sont reprises dans un documentaire intitulé The Self-Destruction of Gia (« L’Auto-destruction de Gia ») en 2003.